# Igreja de Nossa Senhora da Conceição (Cabo Verde)
Igreja de Nossa Senhora da Conceição é uma igreja situada nas imediações de Povoação Velha, na Ilha da Boavista, em Cabo Verde, na base da encosta ocidental da chamada Rocha Estância.
Foi construída em 1828, sobre as fundações de uma capela mais antiga, datada de 1680.
No seu interior, o coro encontra-se pintado de forma muito colorida, apresentando numerosas pequenas imagens de santos.